# Observatoire météorologique de haute montagne Tadeusz Hołdys sur la Sniejka
L’observatoire météorologique de haute montagne Tadeusz Hołdys sur la Sniejka (précédemment Observatoire de haute montagne Tadeusz Hołdys sur la Sniejka) est une composante de l’Institut de météorologie et de gestion de l'eau de Pologne. Il située sur la Sniejka, la plus haute montagne des monts des Géants et des Sudètes, à l’altitude de 1 602 m. Depuis 1985, l’observatoire porte le nom de Tadeusz Hołdys, son directeur pendant de nombreuses années. 

## Histoire

### Débuts des observations

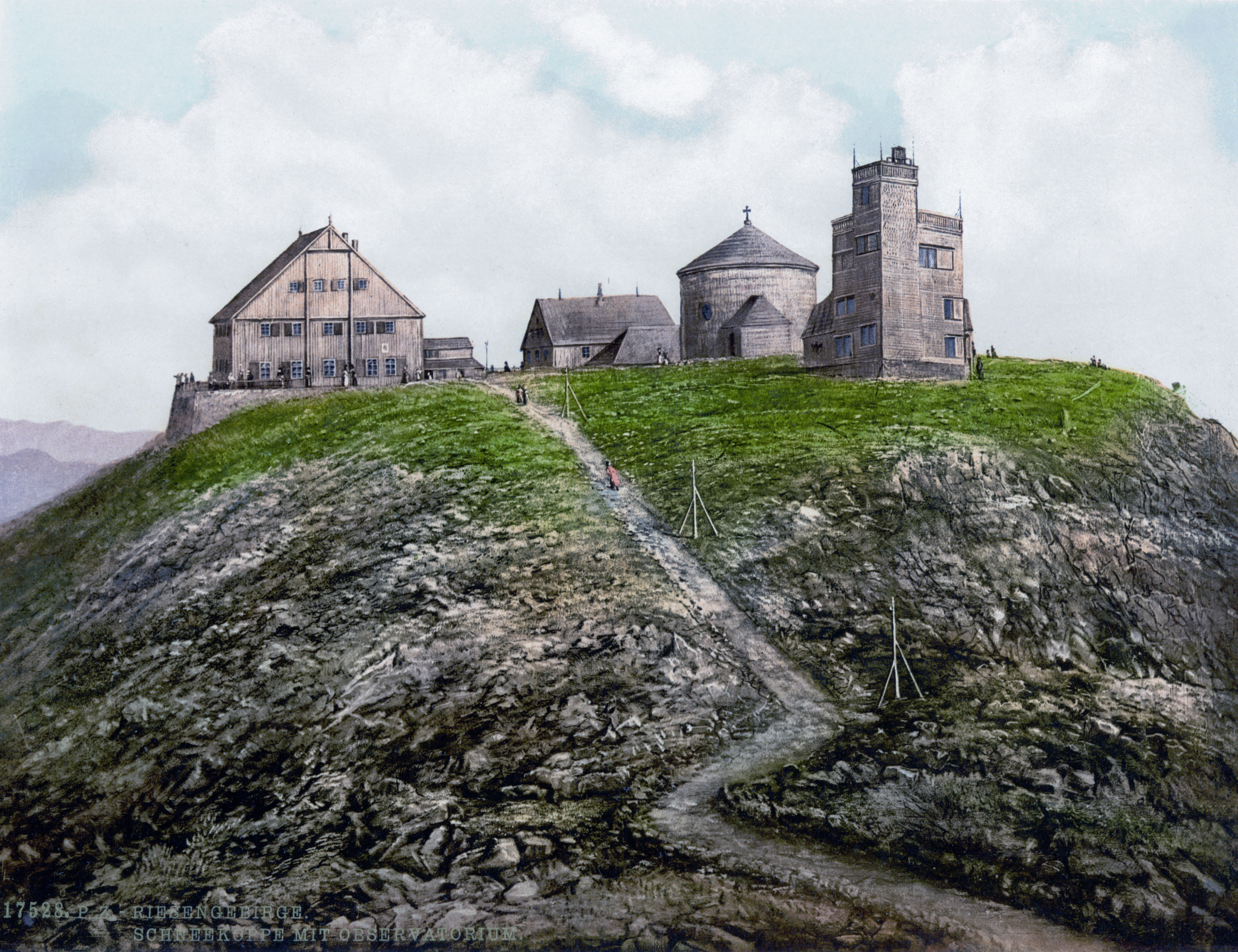
Le bâtiment le plus à droite est l'observatoire vers 1900.

L’histoire des observations météorologiques sur la Sniejka remonte à 1824. Au début, les observations étaient prises à la chapelle de Saint-Laurent, adossée à un refuge de montagne. En 1889, à l’initiative de Johann Pohl, une station météorologique de second niveau fut construite dans le refuge du côté silésien. 
En 1897, le projet de construction d'un bâtiment pour l’observatoire a été conçu et 2 ans plus tard, les travaux ont commencé. Le 5 juillet 1900, le bâtiment débuta la prise de mesures météorologiques en tant qu’observatoire de première classe. Prenant la forme d'une tour de 16 mètres de hauteur divisée en trois étages avec deux petites terrasses sur le toit. Des madriers de chêne et de mélèze, fixés avec des vis de 4 m, constituaient la charpente du bâtiment. Celle-ci a été remplie de cubes d’amiante et de liège d’une épaisseur de 18 cm recouverts de jute trempé dans le gypse. L'extérieur était fait de madriers recouverts de carton bitumé pour l'isoler des éléments alors que l'intérieur était en panneaux de fibres de bois. La tour a été stabilisée par une couche de pierres pesant 5 tonnes, située sous la terrasse et la construction était ancrée au sol avec des câbles métalliques. Le bâtiment a été aussi sécurisé contre la foudre par trois paratonnerres. Les mesures étaient prises sur les terrasses ainsi que dans le jardin météorologique du côté austro-hongrois. 
Le bâtiment a survécu à la Première et à la Seconde Guerre mondiale. Le 16 juillet 1940, l’institution polonaise responsable pour les services météorologiques a commencé à faire des observations dans le bâtiment. L’immeuble situé au sommet de la montagne était exposé à des conditions météorologiques difficiles et il a été rénové plusieurs fois. Au milieu des années 1950, on a décidé de créer le nouvel observatoire, cependant la réalisation n’a commencé qu’à la seconde moitié des années 1960. 
À partir du 1er janvier 1975, les deux observatoires prirent des observations comparatives. Le vieux bâtiment a cessé son activité météorologique le 23 octobre 1976. On envisagea de déconstruire le bâtiment et de le transporter à un autre endroit pour en faire un musée de la météorologie. En 1978, l’Institut de météorologie et de gestion de l'eau de Pologne a transféré la propriété du bâtiment à la ville de Karpacz pour « un zloty symbolique ». On voulait la reconstruire dans le voisinage du musée de sport et du tourisme, mais ce plan n’a jamais été réalisé. En 1989, le bâtiment qui était en décrépitude depuis 13 ans, a été démonté sans la possibilité de le reconstruire.

### Nouvel observatoire
Le nouvel bâtiment a été érigé entre 1966 et le 13 novembre 1974 à quelques mètres à l’ouest de l’ancien refuge polonais sur la Sniejka (allemand durant la guerre). On l’a construit de béton armé, d’acier, d’aluminium (l’extérieur) et de verre. Les créateurs du bâtiment étaient les architectes Witold Lipiński et Waldemar Wawrzyniak de l’École polytechnique de Wrocław qui ont gagné le concours de SARP pour le projet du bâtiment. À l’origine, le bâtiment a été pensé en tant que le remplacement pour le vieil observatoire et le refuge de 1862 vu le mauvais état de ces derniers et le développement du tourisme. Finalement, on a abandoné la fonction d’hébergement en y localisant seulement l’observatoire et le restaurant.
Le bâtiment a été construit en forme des trois soucoupes superposées vu leur ressemblance à des « soucoupes volantes ». L'un de ses architectes, Witold Lipiński, a expliqué la forme du bâtiment ainsi : « Dans les années 1950, on a beaucoup parlé d’objets volants non identifiés, et moi, je suis toujours fasciné des courbes et des objets sphériques – donc j’ai décidé de créer un observatoire sur Sniejka en forme d'assiettes ». Un grillage d’acier sur des fondations en béton constituait la charpente pour les soucoupes.  Le nouveau bâtiment a gagné la récompense sur l’Exposition Mondiale de l’Architecture au Mexique. Le 1er janvier 1975, on a commencé à y faire des observations. Tadeusz Hołdys et Józef Pawłowski (1983-2000) ont été directeurs de l’observatoire. Piotr Krzaczkowski est à ce poste depuis 2000.
Le 1er novembre 2015, l’Institut de météorologie et de gestion de l’eau de Pologne a fermé le restaurant jusqu’à nouvel ordre. En février 2020, à la suite de fortes tempêtes, la toiture a été endommagée. En juin 2020, le bâtiment a été inscrit au registre des monuments historiques.
Depuis le moment de sa création, le nouveau bâtiment suscita des controverses entre autres faute de référence à l’architecture de la région des Sudètes. Cependant, il s’est inscrit dans le courant des bâtiments futuristes érigés à l’époque dans la même région en Tchécoslovaquie, tels que l’hôtel au sommet de Ještěd (1966-1973) ou la tour de répéteur à Praděd (1977-1983). 

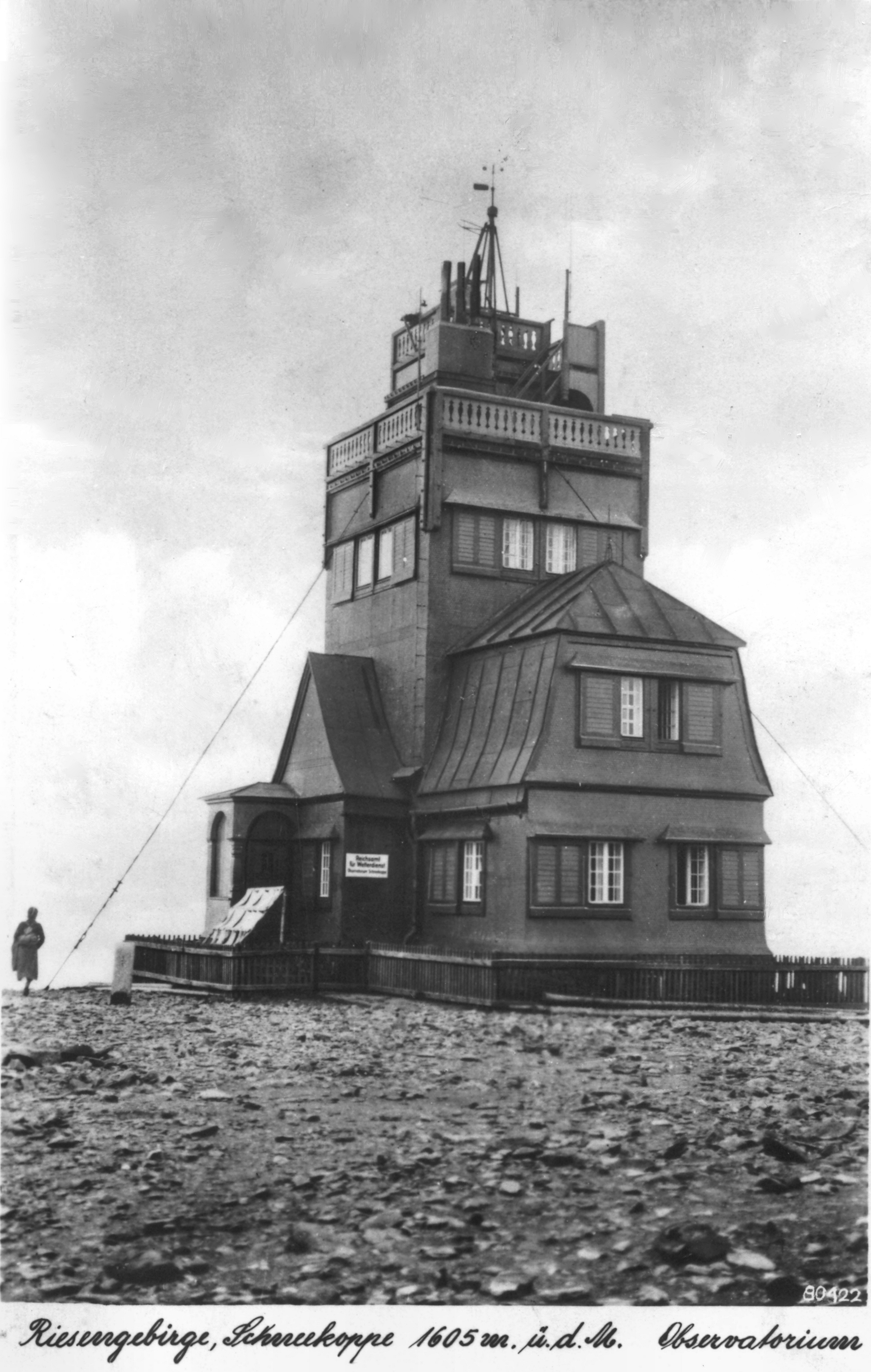
Le bâtiment du vieil observatoire en 1942.
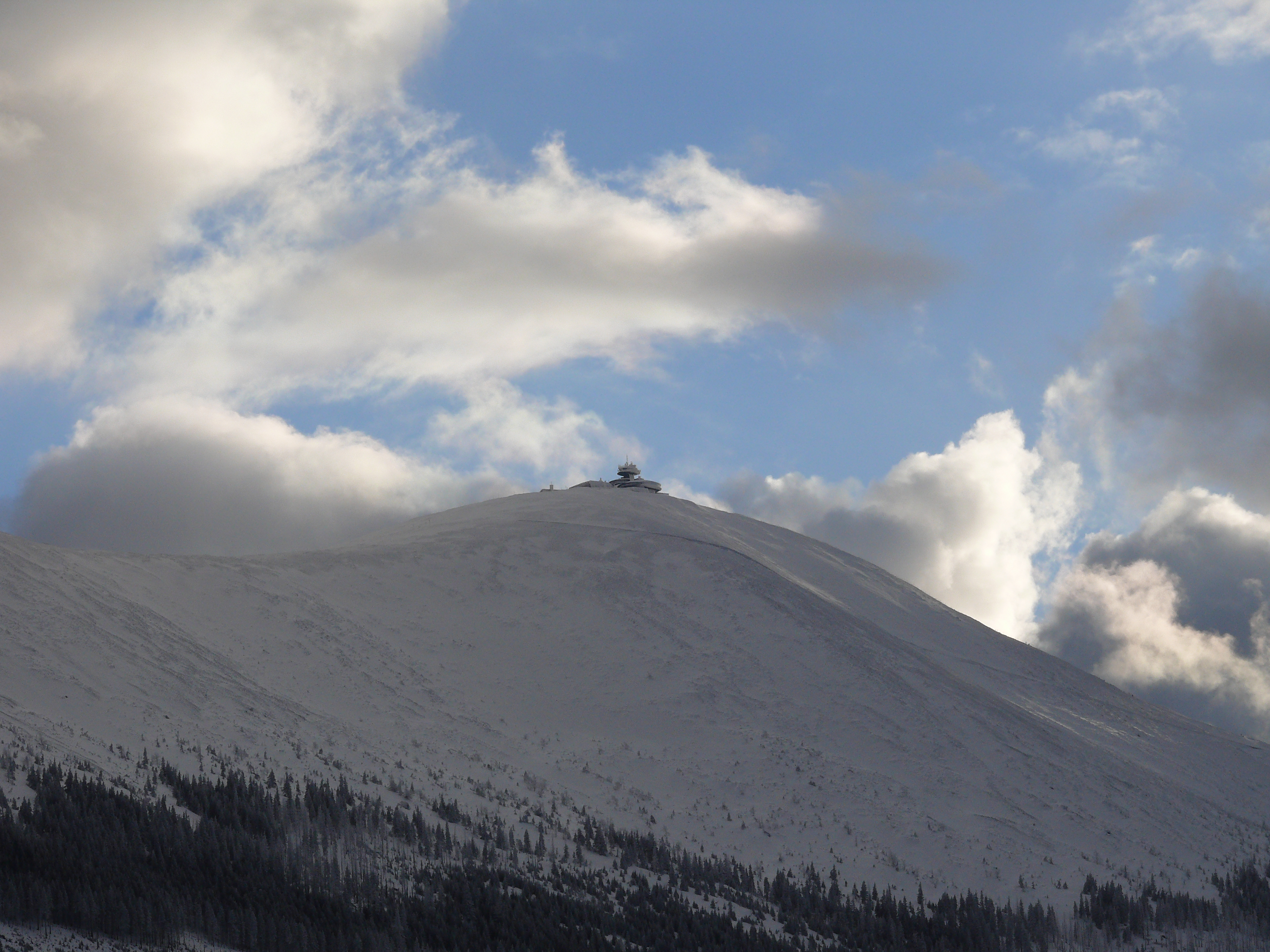
Le bâtiment du nouvel observatoire vu de Krucze Skały à Karpacz.
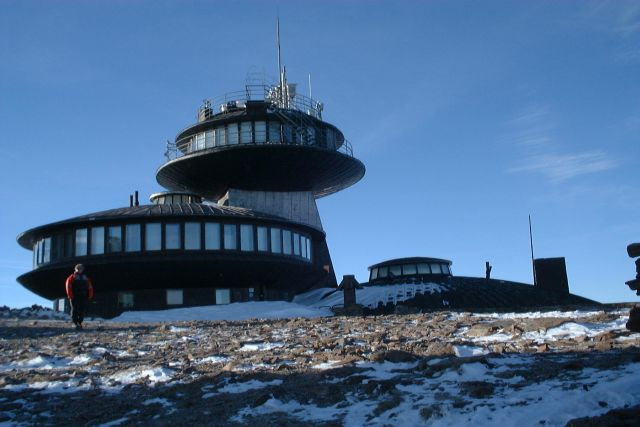
Le bâtiment du nouvel observatoire vu de l’est.

## Description du nouvel observatoire

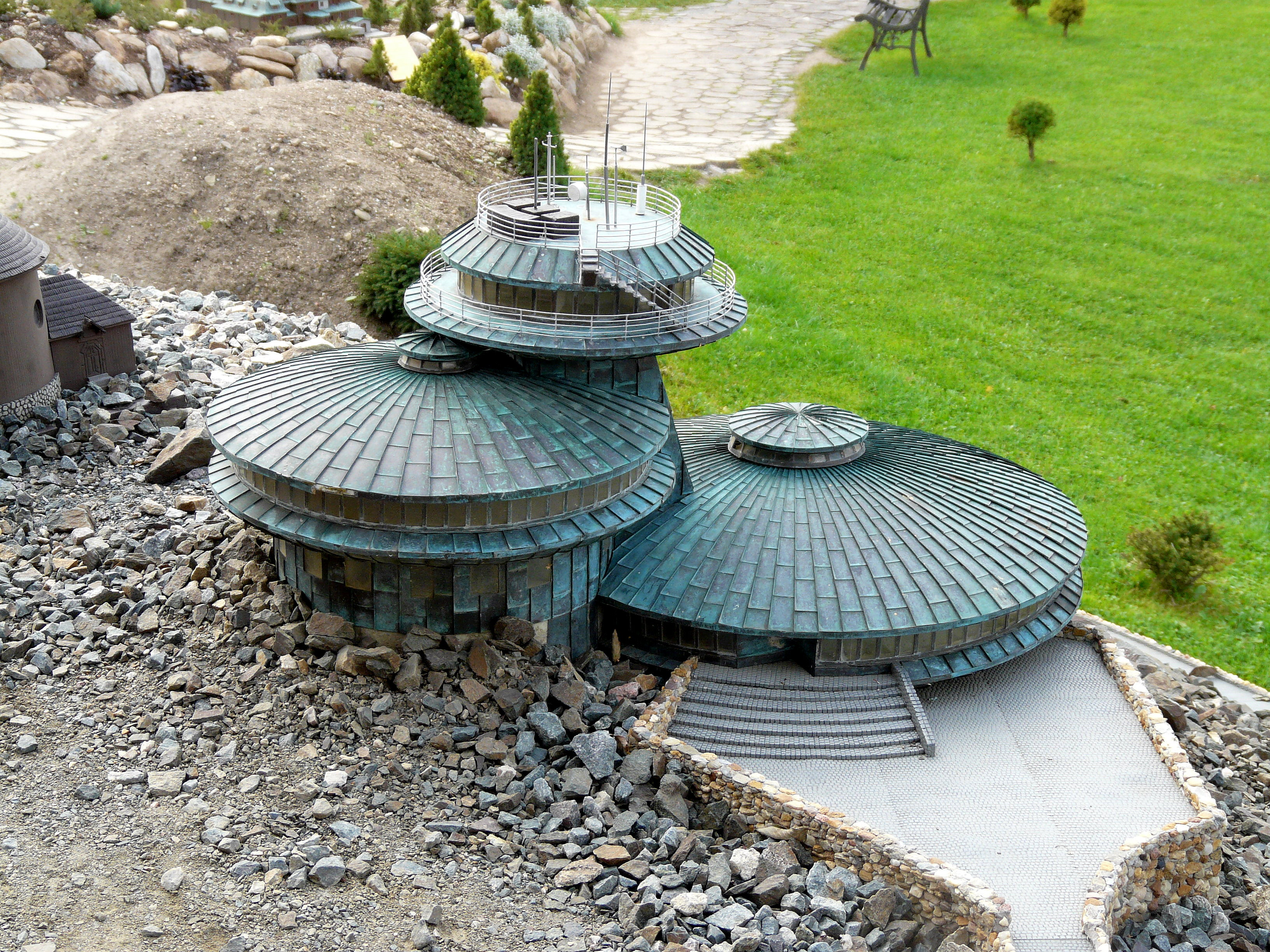
La miniature du restaurant et de l’observatoire parc des miniatures des monuments de Basse-Silésie à Kowary.

### Soucoupes
La soucoupe supérieure est située à une altitude de 1 620 m et abrite l’observatoire météorologique. Elle a le diamètre le plus petite de la structure à environ 13 m. Elle est construite sur une base de béton armé au-dessus d’autres soucoupes. C’est la galerie extérieure située autour de la soucoupe et la terrasse sur le toit qui sert à faire des mesures qui la distingue le plus. De plus, elle a des fenêtres tout autour du disque. 
La soucoupe du milieu a un diamètre d’environ 20 m et est située du côté sud. On y retrouve les locaux techniques, les salles de travailleurs et les entrepôts. Elle est connectée à la base sur laquelle  la soucoupe supérieure est posée. Sur le toit, il y a une lucarne et un sous-sol dans le bâtiment.
La soucoupe inférieure est située du côté nord et son diamètre est le plus grand à environ 30 m. L'entrée est du côté ouest et on y retrouve l’entrée à l’observatoire et le restaurant, d’où on peut admirer la vue sur la vallée de Jelenia Góra, la boutique de souvenirs, le lieu de repos pour les touristes et les toilettes. Dans la soucoupe, il y a un sous-sol et une lucarne sur le toit.

### Jardin météorologique
À quelques mètres du bâtiment, près de la frontière tchèque, il y a le jardin météorologique qui fut transféré du côté tchèque en 1991. 

### Autres activités
L’observatoire comporte aussi des formations sur l'écologie où on peut comprendre le fonctionnement de l’équipement météorologique.

## Climat

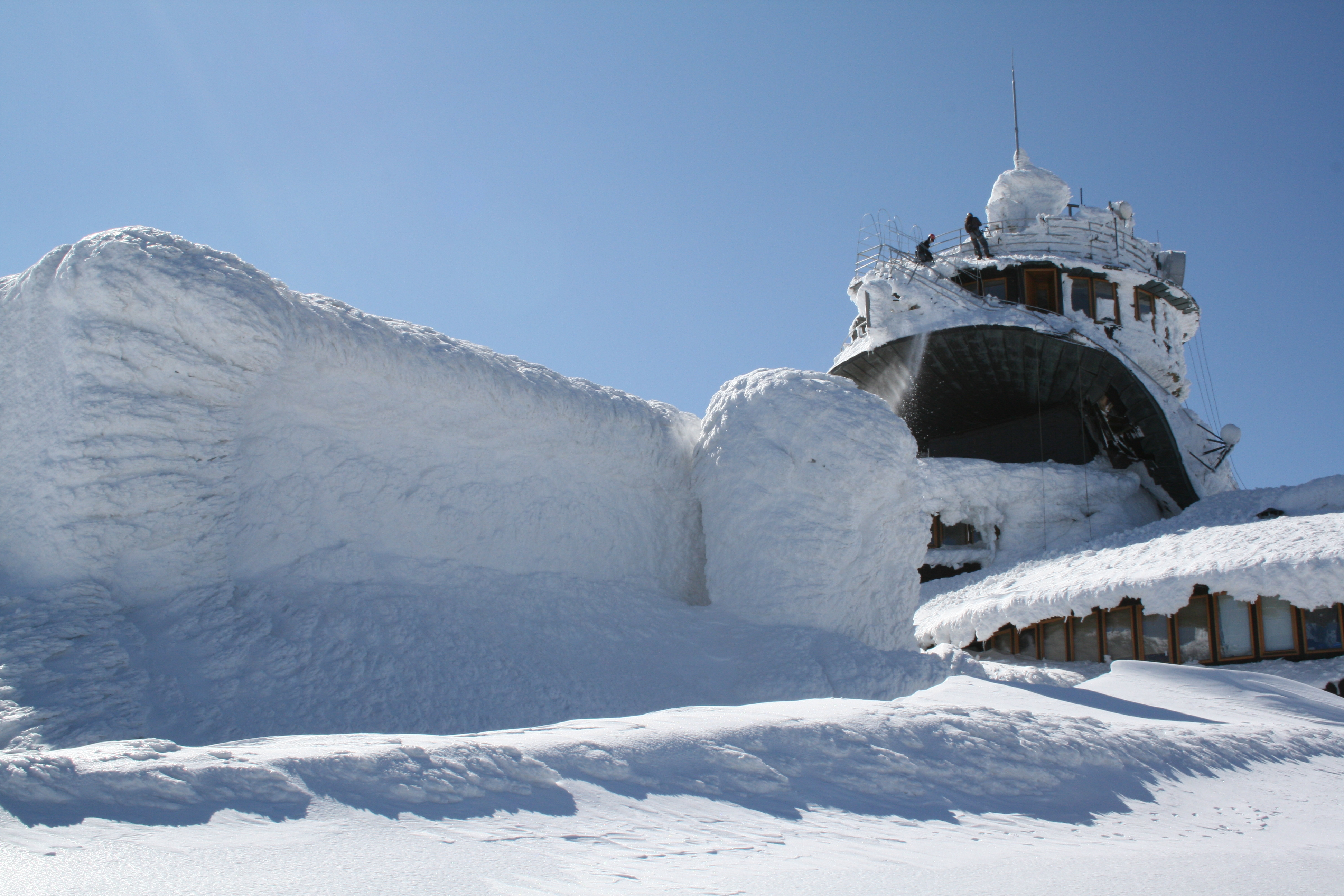
L’observatoire enseveli dans la neige en mars 2009.

L’observatoire sur la Sniejka est l’un de deux (avec Kasprowy Wierch) de l’Institut de météorologie et de gestion de l’eau de Pologne inclus dans le réseau mondial de stations de haute montagne. La température moyenne annuelle dépasse légèrement 0 °C et remonte à 10,6 °C pendant les mois les plus chauds. La température la plus élevée notée fut de 25,9 °C en 1892,.
Depuis le Seconde Guerre mondiale, la température la plus élevée qu’on a noté au nouvel observatoire fut de 24,6 °C le 28 juillet 2013. ce qui caractérise la montagne Sniejka est la fréquence des vents violents. La vitesse moyenne du vent sur 10 minutes la plus élevée est de 65 mètres par seconde (234 km/h) notée le 21 février 2004. Les rafales les plus violentes atteignirent 80 mètres par seconde (288 km/h). Les sommets environnants sont embrumés pendant plus de 300 jours par an et la moitié de l’année (le plus souvent d’octobre à mai), il y a une couche de neige au sommet. Les précipitations annuelles moyennes dépassent 1 000 mm en équivalent-eau.

## Incidents

### 1962
En octobre 1962, une fissure est apparue sur l’un des murs du fond du vieil observatoire. L’architecte du district de Jelenia Góra a ordonné de quitter le bâtiment dans les 48 heures. Afin de pouvoir continuer les observations, on a fait les travaux de reconstruction pour sécuriser le bâtiment, changé les éléments pourris et renforcé les murs.

### 2009

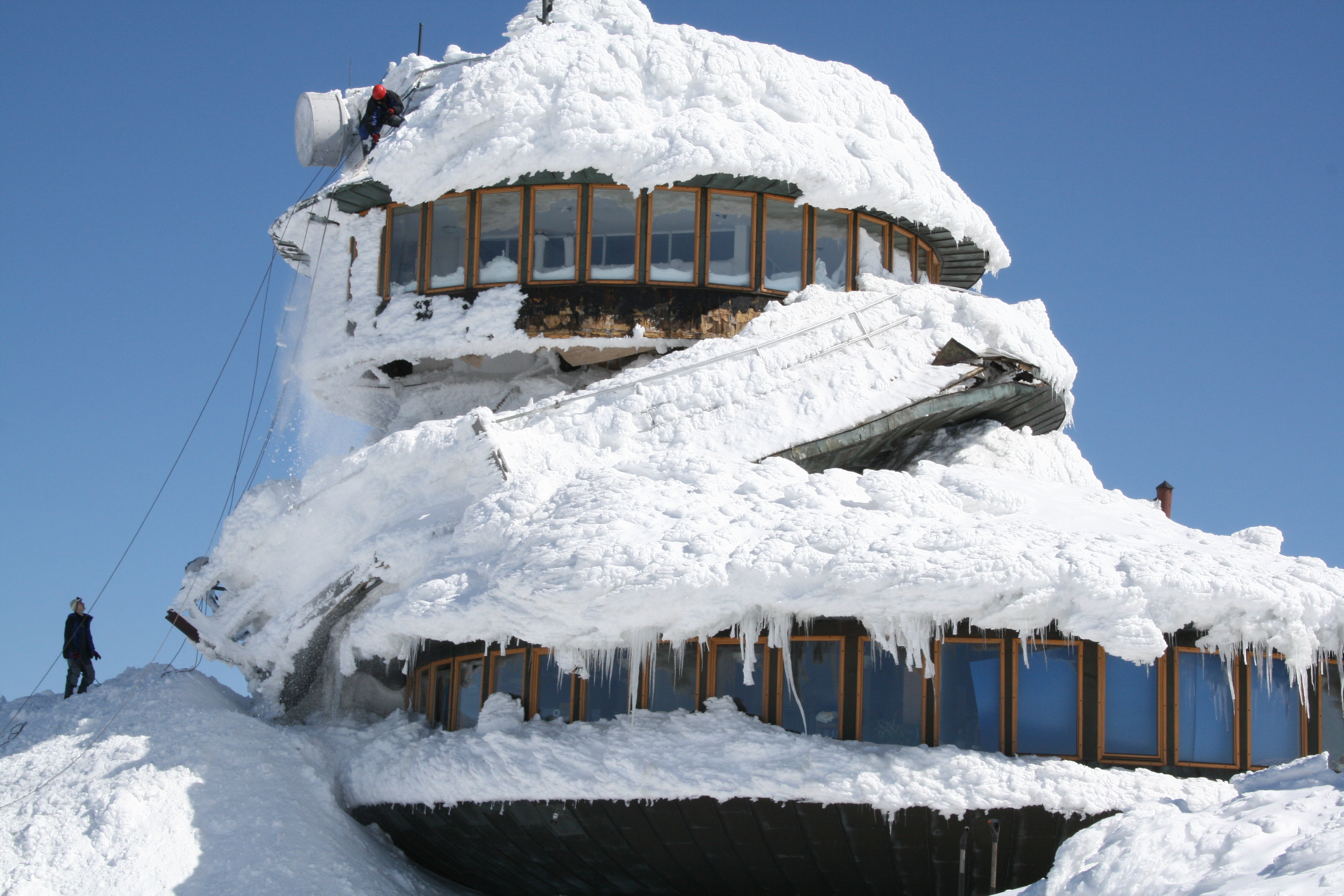
L’observatoire sur la Sniejka peu de temps après la défaillance structurelle en mars 2009.

Le 11 mars 2009, les météorologues travaillant à l’observatoire ont ressenti une légère secousse. Le lendemain, ils ont entendu un fort craquement et ont aperçu une fissure sur le mur et un renflement du sol dans la soucoupe supérieure. Les travailleurs furent évacués et l'appareilage de mesure à la soucoupe centrale fut déplacé. Le bâtiment et les sentiers de randonnée menant au sommet ont été fermés le vendredi 13 mars. Le 16 mars, une défaillance structurelle est survenue alors que la charpente d’acier soutenant la soucoupe supérieure s’est effondrée; les porte-à-faux se sont détachés de la base de béton armé et l’enveloppe du bâtiment a été endommagée. 
Fin mars, des travaux de démolition de la partie endommagée ont débuté et en octobre 2009, la reconstruction de la soucoupe supérieure fut achevée. Les observations météorologiques n'ont jamais cessé car l’observatoire, en tant que l’un de deux observatoires polonais inclus dans le système de stations de haute montagne, est obligé de les fournir en permanence par l’Organisation météorologique mondiale (OMM).

## Anecdotes
- On peut voir le modèle de l’Observatoire de haute montagne sur la Sniejka à l’échelle 1:25 au parc miniature des monuments historiques de Basse-Silésie à Kowary.
- Le bâtiment de l’observatoire est le symbole de l’Organisation des Étudiants des Guides des Sudètes à Wrocław.